# Renaud de Précigny
Renaud de Précigny, seigneur de Marans, Aurouer, Bridoré, Rangé, la Brétinière, maréchal de France, mort en 1270, très probablement issu de la famille de Sainte-Maure-Pressigny (comme frère de Guillaume IV de Ste-Maure-III de Pressigny : deux des fils de Josbert Ier et d'Agnès de Vendôme),.
Il accompagna Louis IX dans son expédition d'Afrique. Suivi de son fils et de son frère, il s’élança sur les Sarrasins. Il fit un grand carnage mais périt victime de son audace.

## Armoiries
| Figure | Blasonnement |
|        | Selon le rôle d'armes Bigot (1254) Contre-fascé d'or et d'azur, au chef palé du second et du premier, chargé à dextre d'un canton tranché du premier et du second, et à senestre d'un canton taillé du second et du premier, à un écusson d'argent, pendant du chef, brochant en cœur. Selon Johannes Baptist Rietstap : Coupé: au 1, recoupé: a. palé-contrepalé d'or et d'azur de huit pièces, ch. à dextre et à senestre d'un petit canton gironné de huit pièces d'or et d'azur, chaque canton couvrant un pal et demi en hauteur et largeur; b. fascé-contre-fascé d'or et d'azur de six pièces; au 2, fascé-contre-fascé d'or et d'azur de six pièces. Sur le tout d'argent plein,. |
|        | Selon l'Armorial de Gelre (vers 1430) Contre-palé de douze pièces d'azur et d'or, à dextre, un canton carré tranché d'or et d'azur et à sénestre un canton carré taillé d'azur et d'or ; à une fasce contre-fascée d'or et d'azur ; à un écusson d'argent, brochant sur-le-tout. |

Dans son dictionnaire de la noblesse, François de La-Chesnaye-Des-Bois raconte à propos des armoiries de Renaud de Pressigny une coutume assez singulière : « Le défi était porté à tous ceux qui passaient devant ce château de blasonner correctement les armoiries représentées sur la porte et celui qui réussissait à le faire devait recevoir un écu. ». Selon de La-Chesnaye-Des-Bois, voici la manière de les blasonner : « Coupé, la partie du chef encore coupée en deux, la première pallée contrepallée d'or et d'azur, aux deux cantons gironnés de même ; la seconde fascée contrefascée de même, la partie de la pointe aussi de même, et un écusson d'argent en cœur. ».

## Source
- www.earlyblazon.com